# Toribio Mendoza (hijo)
Toribio Mendoza (San Luis, 14 de marzo de 1870 - íd., 5 de julio de 1950) fue un abogado y político argentino que ejerció como Gobernador de la Provincia de San Luis en forma interina entre 1933 y 1934, y como gobernador titular entre 1938 y 1942.

## Biografía
Era hijo del exgobernador Toribio Mendoza, y sobrino de Eriberto y Jerónimo Mendoza, ambos también gobernadores de la provincia. Durante muchos años fue legislador provincial por el Partido Demócrata Liberal, el mismo que había sido el antiguo Partido Autonomista Nacional, esto es, el partido conservador argentino.
Durante varios años fue presidente de la Legislatura local, de modo que le tocó asumir el gobierno durante algunas semanas en 1928, en dos oportunidades, dado que el titular, Alberto Arancibia Rodríguez sostenía un conflicto de poderes con la Legislatura.
Era todavía presidente de la Legislatura en junio de 1933, cuando el gobernador titular, Laureano Landaburu, renunció a su cargo para asumir el de senador nacional para el que acababa de ser elegido. Asumió como gobernador el 4 de junio de 1933, reteniendo el mando hasta el 15 de noviembre de 1934, en que asumió su sucesor surgido de elecciones directas, Ricardo Rodríguez Saá.
Fue elegido gobernador titular en el año 1938, asumiendo el cargo el 15 de noviembre de ese año, hasta el mismo día del año 1942. Entre sus principales medidas de gobierno estuvo la reforma de la constitución provincial, que se realizó en el año 1942 por iniciativa suya; la creación del Banco Mixto de San Luis;  la construcción de numerosos edificios públicos y la erección de varios juzgados de paz y registros civiles en las localidades del interior; la modernización del sistema sanitario de la provincia, especialmente del hospital público de la capital; e inicio de la construcción del Hotel de Turismo de El Trapiche. Se acordaron subvenciones para los Cementerios de Punta del Agua, San Martín y El Volcán.
Tras dejar su cargo a su sucesor, Reynaldo Pastor, y después de la revolución del 43, fue un destacado opositor a los gobiernos surgido de la misma, y especialmente a la presidencia de Juan Domingo Perón, durante cuyo gobierno falleció.